# Casa de pe strada Cara Dušana nr. 10
Casa de pe strada Cara Dušana nr. 10 (în sârbă Кућа у Улици Цара Душана број 10, cu alfabetul latin: Kuća u Ulici Cara Dušana broj 10) a fost construită între anii 1724 și 1727 și este cea mai veche clădire păstrată din Belgrad, capitala Serbiei. Casa este situată în cartierul Dorćol, în municipalitatea Stari Grad, și a fost declarată monument cultural în anul 1987.

## Istorie
Clădirea este una dintre primele edificii finalizate construite în timpul ocupației austriece a Serbiei de Nord (1718-1739). Construcția a început în 1724 și a fost finalizată în 1727. A fost proiectată de arhitectul elvețian Nicolas Doxat, care era colonel în armata austriacă la acea vreme. Doxat a conceput planul de sistematizare pentru întreaga zonă a Belgradului, în special pentru reconstrucția Cetății Belgradului. În 1738, a fost acuzat de trădare și executat sub zidurile cetății.
Casa a fost construită pentru șelarul Elias Fleischmann. Acesta era un om respectat în comunitate și consilier în consiliul municipal al Belgradului. Pe lângă faptul că locuia în ea, folosea clădirea și ca atelier. După 1740, când austriecii s-au retras, iar otomanii au recâștigat controlul asupra Belgradului, casa a rămas locuită și, într-un fel sau altul, a fost folosită ca atelier sau magazin de la construirea sa până în prezent. A fost avariată în timpul asediului Belgradului din 1789, când austriecii au recucerit orașul, dar a fost ulterior reparată. La sfârșitul secolului al XIX-lea, clădirea a fost supusă unei reconstrucții ample: acoperișul a fost schimbat și coborât, iar decorațiile de pe fațadă au fost modificate și adaptate stilurilor arhitecturale contemporane.
După ce Austria a pierdut Războiul Austro-Otoman din 1737–1739, nordul Serbiei, inclusiv Belgradul, a fost restituit turcilor. Una dintre prevederile Tratatului de la Belgrad din 1739 stipula că Austria trebuia să demoleze toate fortificațiile și clădirile militare și civile construite în timpul ocupației. Multe clădiri baroce au fost demolate. Totuși, Austria nu a demolat clădirile din afacerea zidurilor fortăreței. Astfel, casa a supraviețuit.
Casa a fost a doua într-o serie de șapte case identice, într-un „rând standard” pe partea dreaptă a străzii, care, pe atunci, era considerată „partea germană a orașului”. Încă două case au supraviețuit până în anii 1930, când au fost demolate, iar doar casa cu numărul 10 a rămas.
Până în 1950, nivelul de la parter era un magazin de alimente, iar în pivniță se afla atelierul textil "Narodni Heroj Anđa Ranković". Denumit după soția decedată a lui Aleksandar Ranković, unul dintre cei mai puternici politicieni comuniști după 1945, magazinul s-a transformat în "Beko", care a fost cândva una dintre cele mai mari fabrici de îmbrăcăminte din Serbia. Până la mijlocul anilor 2000, în clădire funcționa o brutărie. A fost prima brutărie din fosta Iugoslavie care era deschisă 24/7. În 2008 a fost deschisă o brutărie-pizzerie modernă.

## Caracteristici

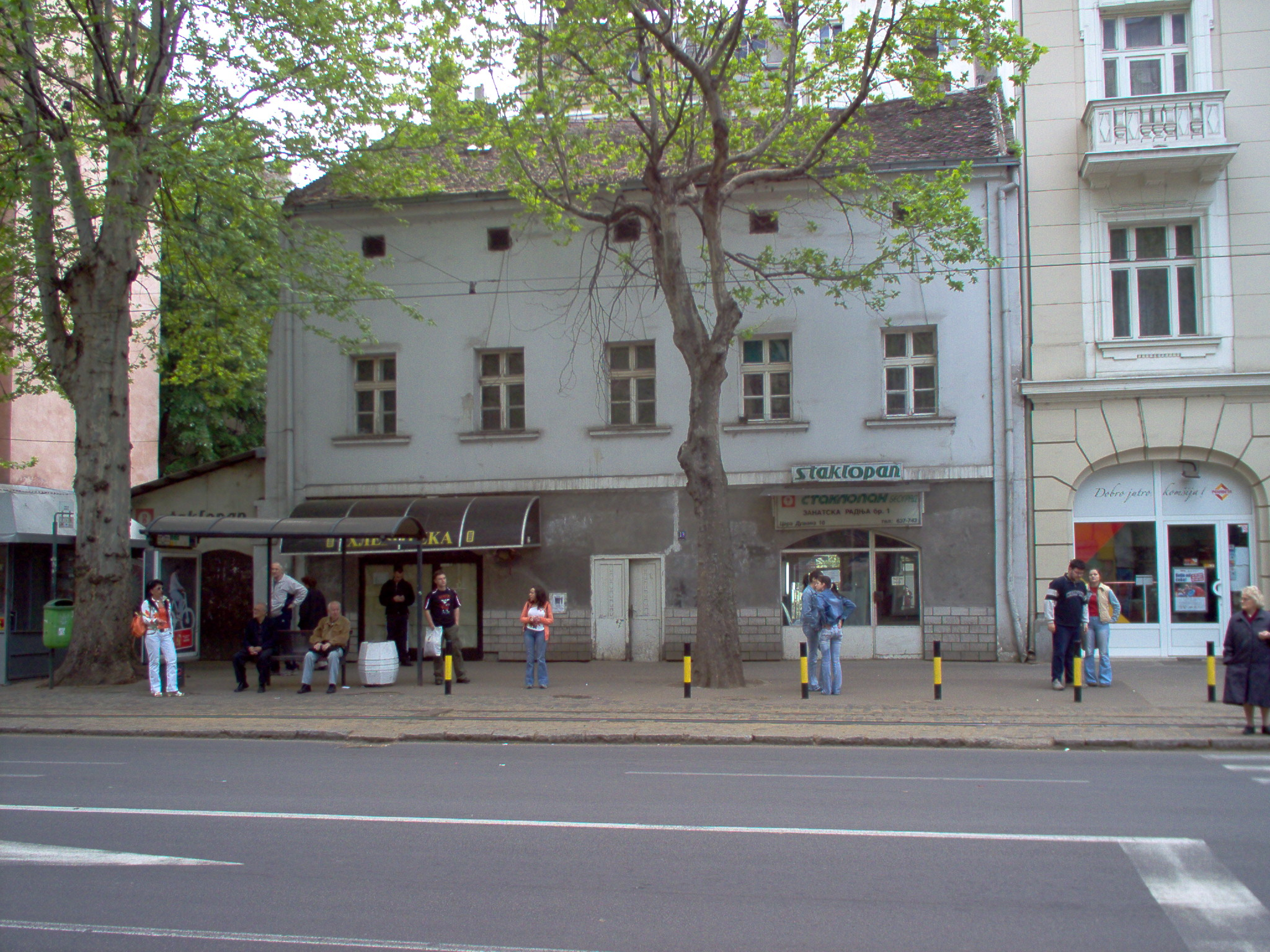
Vedere de peste drum

Fațada clădirii a fost construită în stilul baroc al vremii, pe care Doxat a dorit să îl aplice în întreaga secțiune germană a Belgradului. și este un exemplu tipic de casă urbană rezidențial-comercială, comună în zona monarhiei habsburgice din regiunea Dunării în secolul al XVIII-lea. Casa are o pivniță, parter și etaj superior. Fațada sa originală era împărțită de o cornișă orizontală simplă deasupra parterului, de pilastri laterali pe colțuri și, probabil, o cornișă profilată a acoperișului. Portalurile erau încadrate în rame de piatră profilate. Toate cele șapte case originale erau conectate prin pivnițe, iar pivnița rămasă se întinde sub întreaga clădire. Cel mai jos punct al pivniței se află la 4 m sub pământ, iar nivelul apei Dunării este la aproximativ 5 m sub pivniță.

## Subteran
Poveștile despre lagunele, coridoarele subterane care conectează casa cu fortăreața, circulă de mult timp, iar unul dintre motivele presupuse pentru execuția lui Doxat a fost păstrarea secretului privind vasta rețea subterană de coridoare.
Povestea a fost readusă în atenție în 1963. Doamna Katarina Bastl, o locatară de lungă durată a casei, a acordat un interviu revistei arhitecturale "Izgradnja". Ea a afirmat că în primăvara anului 1941, la scurt timp după ce Germania a ocupat Iugoslavia, un grup de ofițeri ai Wehrmacht-ului a sosit cu limuzina și a intrat în subsol. În săptămânile următoare, locatarii nu au fost lăsați să intre în subsol, iar un zgomot constant se auzea, deoarece nemții loveau și forau ceva sub clădire. Povestea a determinat mulți oameni, inclusiv speleologi, să exploreze subsolul, dar tot ce au găsit a fost un subsol inundat, împărțit de pereți de despărțire și plin de nămol gros. Pereții erau evident mult mai tineri decât casa însăși. În 2010, jurnaliștii au intrat în subsol. Scările de piatră coboară aproximativ 30 de metri, înainte ca nămolul adânc să împiedice trecerea mai departe. Dacă există coridoare mai îndepărtate de acel punct și unde duc ele, rămâne încă necunoscut.

## Astăzi
Începând din 2017 este cea mai veche clădire din Belgrad și singura casă rezidențială din prima jumătate a secolului al XVIII-lea păstrată în structura urbană a Belgradului în afara complexului cetății.
Administrația orașului a pregătit un raport în 2010, care prevedea adaptarea clădirii în muzeu, dar din 2017 nu s-a concretizat.